# Auguste Moreau
Ne doit pas être confondu avec Louis-Auguste Moreaux.
Pour les articles homonymes, voir Moreau.

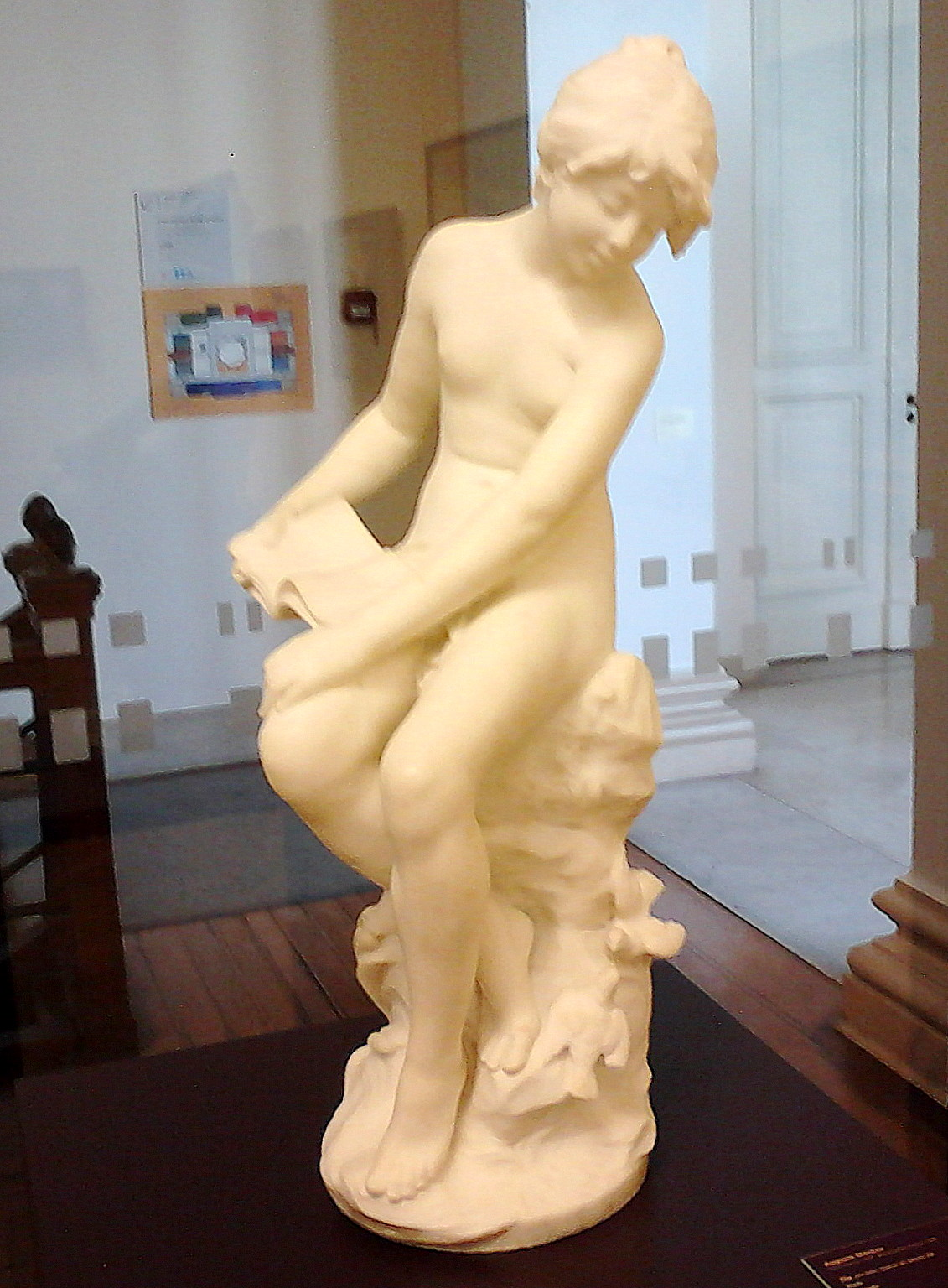
La Liseuse, marbre, pinacothèque de l'État de São Paulo.

Auguste Moreau, né le 22 février 1834 à Dijon et mort le 11 novembre 1917 à Malesherbes, est un sculpteur français.

## Biographie
Auguste Moreau appartient à la famille Moreau, une dynastie de sculpteurs du XIXe et du début du XXe siècle. 
Il est le fils de Jean-Baptiste-Louis-Joseph Moreau et le frère cadet des sculpteurs Hippolyte Moreau et Mathurin Moreau. Ses enfants Louis Auguste Moreau et François Hippolyte Moreau seront également sculpteurs. 
Auguste est le seul de sa fratrie à ne pas avoir reçu de récompense officielle. Il est inhumé au cimetière communal des Lilas.

## Œuvre
Auguste Moreau a produit essentiellement des bronzes d'art.
Plusieurs de ses œuvres sont conservées au musée des beaux-arts de Troyes et au musée des beaux-arts de Bordeaux.